# Mausoleet i Halikarnassos

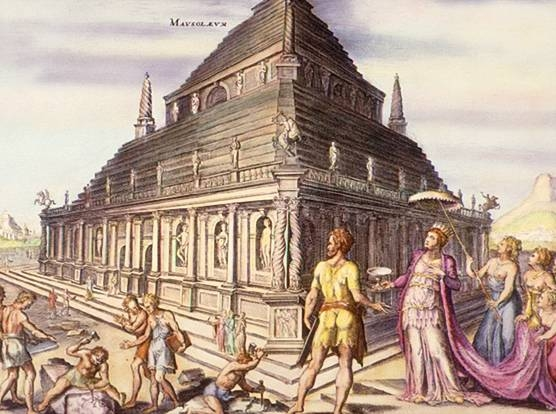
Mausoleet i Halikarnassos

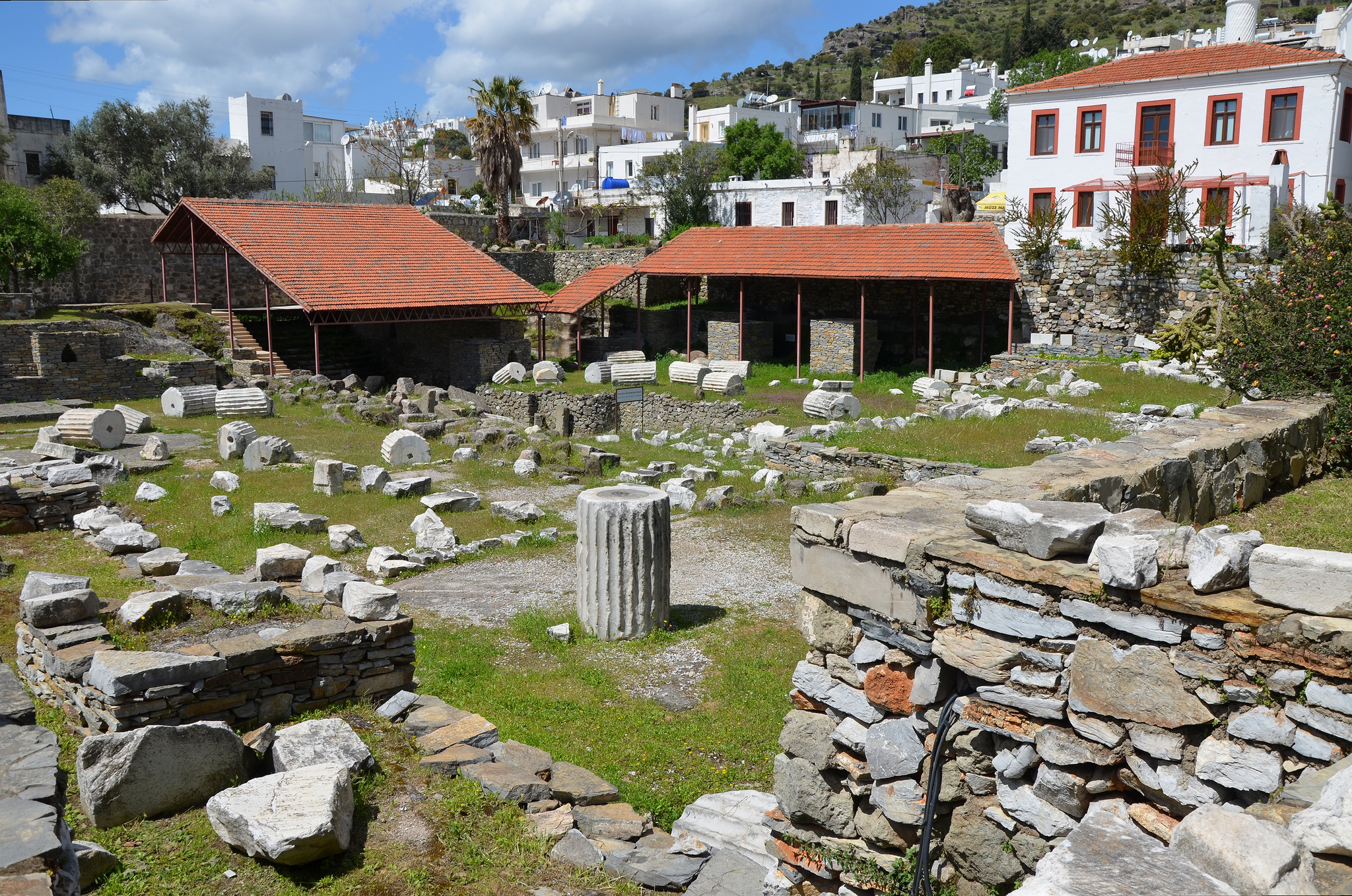
Ruinen efter kung Mausollos mausoleum

Mausoleet i Halikarnassos var ett gravmonument som restes över Mausollos som var persisk satrap av Karien 377–353 f. Kr. Platsen för graven var Halikarnassos i Mindre Asien, nuvarande Bodrum, som var Mausollos residensstad. Byggnaden var ett av världens sju underverk och gav namn åt senare tiders mausoleer.
Antagligen påbörjades bygget av monumentet på initiativ av drottning Artemisia medan hon och maken fortfarande var i livet. Omkring 350 f.Kr., tre år efter Mausollos död (353 f.Kr.) och ett år efter Artemisias, stod graven färdig.
Graven i vit marmor ritades av grekiska arkitekter (Satyrus och Pythius); kända konstnärer fick i uppdrag att smycka den med friser. Hon utlyste en pristävlan bland den tidens författare om den ståtligaste minnesskriften som vanns av talaren och historeieskrivaren Theopompos från Chios. Fyra konstnärer utförde var sin fasad och ryktbarast av dessa är skulptören Skopas som gjorde en fris på östsidan vilken föreställde jakten på det kalydoniska vildsvinet.
Man har tvistat mycket om hur detta mausoleum såg ut. Enligt Plinius d. ä. bestod det av en fyrkantig underbyggnad, 129 meter i omkrets, omgiven av 36 pelare. Över denna höjde sig en byggnad, som i 24 trappsteg tillspetsade sig uppåt i pyramidform. På översta platån stod ett fyrspann av marmor i kolossalformat. Det hela var 44 meter högt och präktigt smyckat med statyer samt målat i olika färger.
Monumentet överlevde Alexander den stores belägring och flera piratattacker. Ännu på 1100-talet var mausoleet väl bevarat, men under följande århundraden kollapsade det vid en serie jordbävningar och Johanniterriddarna nyttjade 1522 gravvården som sten- och kalkbrott. Vissa skulpturer beslagtogs av korsfarare som under en period regerade i staden varav en del nu finns på British Museum.
Ordet mausoleum ingår fortfarande i alla västerländska språk som benämning på varje mycket stort och dyrbart gravmonument.